# Colin J. Bushnell
Colin John Bushnell, né en 1947 et mort le 1er janvier 2021, est un mathématicien britannique spécialisé dans la théorie des nombres et la théorie des représentations. Il passe la majeure partie de sa carrière au King's College de Londres, notamment à la tête de la School of Physical Sciences and Engineering, et apporte plusieurs contributions importantes à la théorie des représentations des groupes p-adiques réductifs et à la correspondance locale de Langlands.

## Biographie
Bushnell est né en 1947. Il étudie les mathématiques au King's College de Londres à partir de 1965, où il obtient son diplôme de premier cycle avec mention, puis un doctorat en 1972 sous la direction d'Albrecht Fröhlich .
De 1972 à 1975, Bushnell est chargé de cours à l'université de l'Illinois à Urbana-Champaign. Il retourne au King's College de Londres en 1975 en tant que chargé de cours, avant d'être promu lecteur en 1985 et professeur en 1990. De 1988 à 1989, il est membre de l'Institute for Advanced Study. De 1996 à 1997, il est directeur du département de mathématiques et de 1997 à 2004, il est directeur de l'École des sciences physiques et du génie. Il prend sa retraite en 2014. Il est décédé le 1er janvier 2021 à l'âge de soixante-treize ans.
Il travaille à « des contributions majeures à la théorie de la représentation des groupes réductifs p-adiques et à l'étude de la correspondance de Langlands locale ».
En 1994, Bushnell est conférencier invité au Congrès international des mathématiciens à Zurich (Représentations lisses des groupes p-adiques : le rôle des sous-groupes ouverts compacts).
En 1995, Bushnell reçoit le prix Whitehead Senior. En 2002, il devient membre du King's College de Londres. Il est élu Fellow de l'American Mathematical Society en 2013,.

## Publications choisies
- Colin J. Bushnell et Albrecht Fröhlich, Gauss sums and p-adic division algebras, vol. 987, Springer Verlag, coll. « Lecture Notes in Mathematics », 1983, xiv+190 p. (ISBN 978-3-540-12290-6, DOI 10.1007/BFb0066413)
- Colin J. Bushnell et Philip Kutzko, The admissible dual of GL(N) via compact open subgroups, vol. 129, Princeton University Press, coll. « Annals of Mathematical Studies », 1993, 332 p. (ISBN 978-0-691-02114-0)
- Colin J. Bushnell et Guy Henniart, The local Langlands conjecture for GL(2), vol. 335, Springer Verlag, coll. « Grundlehren der mathematischen Wissenschaften », 2006, xii+351 p. (ISBN 3-540-31486-5, DOI 10.1007/3-540-31511-X)